# Klammstein
Klammstein ist eine Rotte, eine Ortschaft und eine Katastralgemeinde in der Gemeinde Dorfgastein im österreichischen Bundesland Salzburg.

## Geografie
Die Rotte Klammstein liegt am rechten Ufer der Gasteiner Ache, von der sie durch die Strecke der Tauernbahn getrennt ist. Die Bahn quert hier den Fluss über die aus Stahl errichtete Klammsteinbrücke (Gasteiner Achenbrücke) beim Oberen Klammtunnel. Sie wurde 1905 erbaut und 2013 erneuert. Im Siedlungsgebiet münden der Gamsgrabenbach und der Klammbach in die Gasteiner Ache. In Klammstein wachsen der Bunte Eisenhut (Aconitum variegatum), die Rispige Graslilie (Anthericum ramosum), das Kleeblättrige Schaumkraut (Cardamine trifolia), das Langblättrige Waldvöglein (Cephalanthera longifolia), das Maiglöckchen (Convallaria majalis), der Gelbe Frauenschuh (Cypripedium calceolus), der Mauer-Doppelsame (Diplotaxis muralis), die Zypressen-Wolfsmilch (Euphorbia cyparissias), der Gewöhnliche Fransenenzian (Gentianella ciliata), die Wilde Platterbse (Lathyrus sylvestris), Brauns Schildfarn (Polystichum braunii) und das Kleine Immergrün (Vinca minor). Bei einer Erhebung der Vogelarten des Gasteinertals in den 1980er Jahren wurden bei Klammstein die Felsenschwalbe (Ptyonoprogne rupestris), der Grauschnäpper (Muscicapa striata) und die Wasseramsel (Cinclus cinclus) als Brutvögel, der Mauerläufer (Tichodroma muraria) als wahrscheinlicher Brutvogel und der Uhu (Bubo bubo) als möglicher Brutvogel beobachtet.
Die Ortschaft Klammstein umfasst 23 Adressen (Stand: 1. April 2020) und hat 59 Einwohner (Stand: 1. Jänner 2025).
Die Katastralgemeinde Klammstein erstreckt sich über eine Fläche von 3.204,27 ha (Stand: 31. Dezember 2023).

## Geschichte
Die Burg Klammstein wurde wahrscheinlich im 11. Jahrhundert von den Sieghardingern gegründet. Spätere Besitzer waren der Herzog von Bayern und die Herren von Goldegg. Im Jahr 1589 war die Burg bereits eine Ruine. Sie wurde ab 1972 saniert und ausgebaut.
Im von 1823 bis 1830 erstellten Franziszeischen Kataster ist im Bereich der späteren Rotte der Hof Brandstatt verzeichnet.

## Kultur und Sehenswürdigkeiten

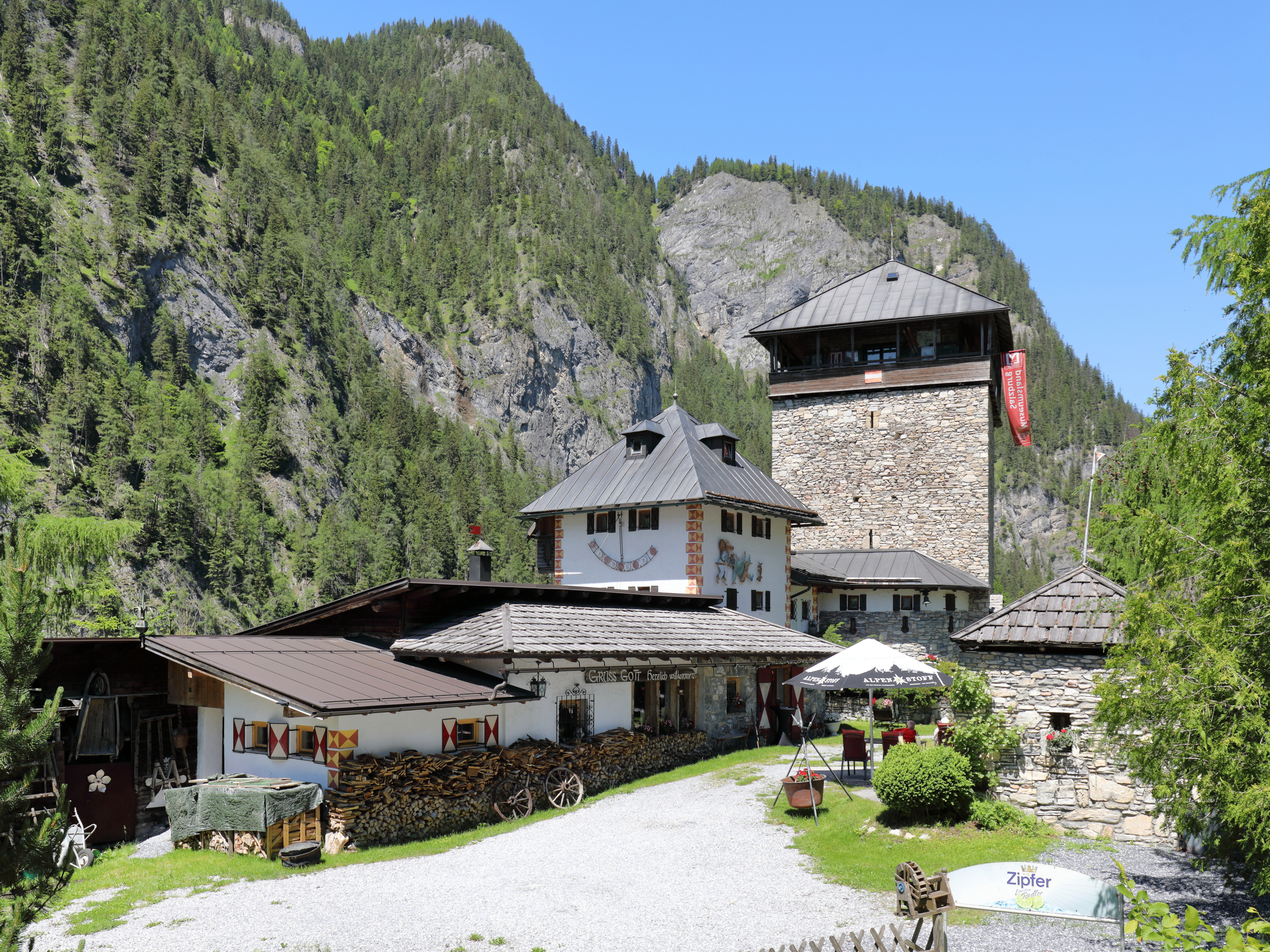
Burg Klammstein

Die auf einem Felsrücken oberhalb eines Straßentunnels gelegene Burg Klammstein stammt in ihrer heutigen Form in wesentlichen Teilen aus den 1970er Jahren. Zum Altbestand gehören die beiden unteren Geschoße des Turms und die Grundmauern des Anbaus im Norden. Der Turm wird von einem Holzgeschoß gekrönt und beherbergt Schauräume. Die Burg hat mehrere Nebengebäude.
Die Klammkapelle oder Sebastianikapelle ist ein Bildstock am Beginn des Gasteinertales. Er wurde 1976 errichtet und weist eine segmentbogenartige Öffnung, einen runden Abschluss und ein vorkragendes Holzschindeldach auf. Im Inneren befinden sich geschnitzte Heiligenfiguren: Sebastian und Judas Thaddäus aus dem 18. Jahrhundert sowie Antonius von Padua aus dem 19. Jahrhundert. Die Burg Klammstein und die drei Heiligenfiguren in der Klammkapelle stehen unter Denkmalschutz.
Zu den in Klammstein aktiven zahlreichen Krampus-Gruppen („Passen“) des Gasteinertals zählen der 1997 gegründete Lodininger-Pass, der 1998 gegründete Klamm-Pass und der 2008 gegründete Kranzlgrob’n-Pass.

## Wirtschaft und Infrastruktur
Im Gasteinbruch in Klammstein werden Schotter und Steine abgebaut. Durch den Ort verläuft die Gasteiner Straße (B167). Er ist über die Bushaltestellen Dorfgastein Burg Klammstein und Dorfgastein Fritzenwanker an den öffentlichen Verkehr angeschlossen. Die Fernradwege Ciclovia Alpe Adria und EuroVelo 7 führen durch die Siedlung.